# Стобниця (Великопольське воєводство)
Стобниця (пол. Stobnica, нім. Stonebau) — село в Польщі, у гміні Оборники Оборницького повіту Великопольського воєводства.
Населення — 125 осіб (2011).
У 1975-1998 роках село належало до Познанського воєводства.

## Демографія
Демографічна структура станом на 31 березня 2011 року:
|          | Загалом | Допрацездатний вік | Працездатний вік | Постпрацездатний вік |
| -------- | ------- | ------------------ | ---------------- | -------------------- |
| Чоловіки | 60      | 12                 | 44               | 4                    |
| Жінки    | 65      | 21                 | 30               | 14                   |
| Разом    | 125     | 33                 | 74               | 18                   |